# Формула (летательный аппарат)
«Формула» —  белорусский беспилотный летательный аппарат, разработанный компанией «Мидивисана».

## Характеристики
Масса «Формулы» составляет 5 кг. Полезной нагрузки беспилотник может взять до 1 кг. Размах крыльев составляет 2 м. БПЛА набирает скорость в 50-120 км/час, способен подниматься до 3000 м в высоту и находиться в воздухе 1 час. Дальность полёта — 75 км, дальность передачи информации  — 25 км. Взлёт аппарата осуществляется с руки, посадка — по самолётному или на парашюте, максимально допустимая скорость ветра при взлете/посадке — 12 м/с, время подготовки к запуску — 30 мин. Наземный пункт управления БПЛА выполняется мобильным или носимым. Канал передачи данных разрабатывается одним из белорусских партнёров компании «Мидивисана».

## Функционал
Дрон предназначен для ведения воздушной фото-, видео- и инфракрасной съёмки местности в военных и гражданских целях. Он позволяет обнаруживать различные объекты и определять их координаты в режиме реального времени, вести контроль за территорией, а также создавать топографические карты высокого разрешения, фотокарты и электронные карты местности. Выдаваемые в реальном времени координаты целей могут использоваться артиллерийскими расчетами, для химразведки и задач радиоэлектронной борьбы.

## Эксплуатанты
- Беларусь
  -  Вооружённые силы
    -  927-й центр подготовки и применения беспилотных авиационных комплексов[1]